# Z vlakom
Z vlakom je pesem slovenskega pesnika Otona Župančiča, ki je bila objavljena leta 1908 v zbirki Samogovori. Pesem sodi v slovensko moderno (1899–1918).

## Nastanek pesmi
Pesem je nastala ob pesnikovem odhodu v tujino z vlakom, na katerem opazuje bežečo pokrajino in se poslavlja od domovine. (Nastenek pesmi lahko povežemo s pesnikovim odhodom v Pariz in kasneje v Nemčijo.)

## Oblika pesmi
Pesem je sestavljena iz 16 kitic. Oblika pesmi je svobodna in kritična. Pesem je razdeljena na različno dolge odstavke, tudi verzi so različno dolgi. V pesmi se ponavlja refren "Pošastno sopihajoč kot demon vlak gre v noč", ki pesnika opozarja na kruto ločitev od domovine. Pesnikov jezik je bogat, slikovit in slikarsko zelo nazoren. V pesmi so prisotni okrasni pridevniki, zamenjan vrstni red, nasprotja, primere ali komparacije, poosebitve, ponavljanja, vzkliki, pretiravanja. V pesmi nastopa tudi ritem. To vse so značilnosti svobodnega verza. 

## Vsebina pesmi
V pesmi nastopa pesnik sam, zato je pesem lirska ali izpovedna. Tematika pesmi je domovinska, kajti s to pesmijo je napisal hvalnico svoji domovini. Opisuje lepoto domače zemlje, ljubezen do rodnega kraja, domovine in države. Zunanjega dogajanja skoraj ni. Opisuje le odhod in nato premikanje drvečega vlaka, ki se oddaljuje od ljubljene domovine. Drugo je le prikaz domače pokrajine pesnika, ki zapušča svojo domovino. Skozi okno opazuje podobo nočne Ljubljane, vidi grad in Šmarno goro. Vlak ponazarja demona, ki pesnika pelje v tujino.  Ta verz se ponavlja v refrenu "Pošastno sopihajoč kot demon vlak gre v noč." Tujine se ne veseli, prosi pa jo, da mu da navdih za novo veliko pesem domovinske ljubezni. Jezik v pesmi je bogat, slikovit. V pesmi se pojavljajo nasprotja in poosebitve. Uporablja tudi okrasne pridevke.

## Jezikovna analiza
- Okrasni pridevniki: zlati pozdrav, breza samotna, kraljična zakleta, srebrni nakit, ljubim globoko
- Zamenjan besedni vrstni red: breza samotna, kraljična zakleta, src milijon, sila neznana
- Nasprotja: beži - ostani, jutranja zarja - polnoč, domovina - tujina
- Primera ali komparacija: kot demon vlak gre v noč
- Poosebitev ali personifikacija: domovina, daj mi roko
- Ponavljanje ali iteracija: tesno, tesno
- Refren ali pripev: Pošastno sopihajoč kot demon vlak gre v noč
- Vzklik: Kam misel? Stoj!
- Pretiravanje: src milijon bom razvnel

## Slovarček jezikovnih besed omenjenih v pesmi
- devójka - dekle
- čúti - slišati, s sluhom zaznati
- plákati - jokati
- Grád - grad nad Ljubljano
- démon - v krščanstvu hudič, satan
- gubiti - izgubljati
- Mati Marija - cerkev na Šmarni gori
- pokójen - ki je brez hrupa, miren, jasen
- svít - svetloba, sij
- zenít - najvišja točka nebesne krogle nad opazovalcem, nadglavišče
- trpek - ki vzbuja manjšo, manj izrazito duševno bolečino, prizadetost, zlasti zaradi doživetega razočaranja
- bolést - občutek duševnega trpljenja, bolečina
- ném - tak, ki molči
- vék - daljše obdobje, stoletje
- glôrija - sij, blišč, žar
- škrlát - dragocena temno rdeča tkanina
- náda - upanje, pričakovanje
- zakipéti - strmo se dvigniti, vzpeti
- čujéčen - buden, čuječ
- bedéti - biti buden
- brezbréžen - ki je brez brega, meje
- sláva - velik ugled, veljava
- Grád - grič z gradom nad Ljubljano